# Hoa hậu Hoàn vũ 1961
Hoa hậu Hoàn vũ 1961 là cuộc thi Hoa hậu Hoàn vũ lần thứ 10 được tổ chức vào ngày 15 tháng 7 năm 1961 tại Nhà hát Thính phòng Miami Beach ở Miami Beach, Florida, Hoa Kỳ. Cuộc thi có tổng cộng 48 thí sinh tham gia với chiến thắng thuộc về hoa hậu Đức, Marlene Schmidt. Schmidt được trao vương miện bởi Hoa hậu Hoàn vũ 1960 Linda Bement đến từ Hoa Kỳ.

## Kết quả

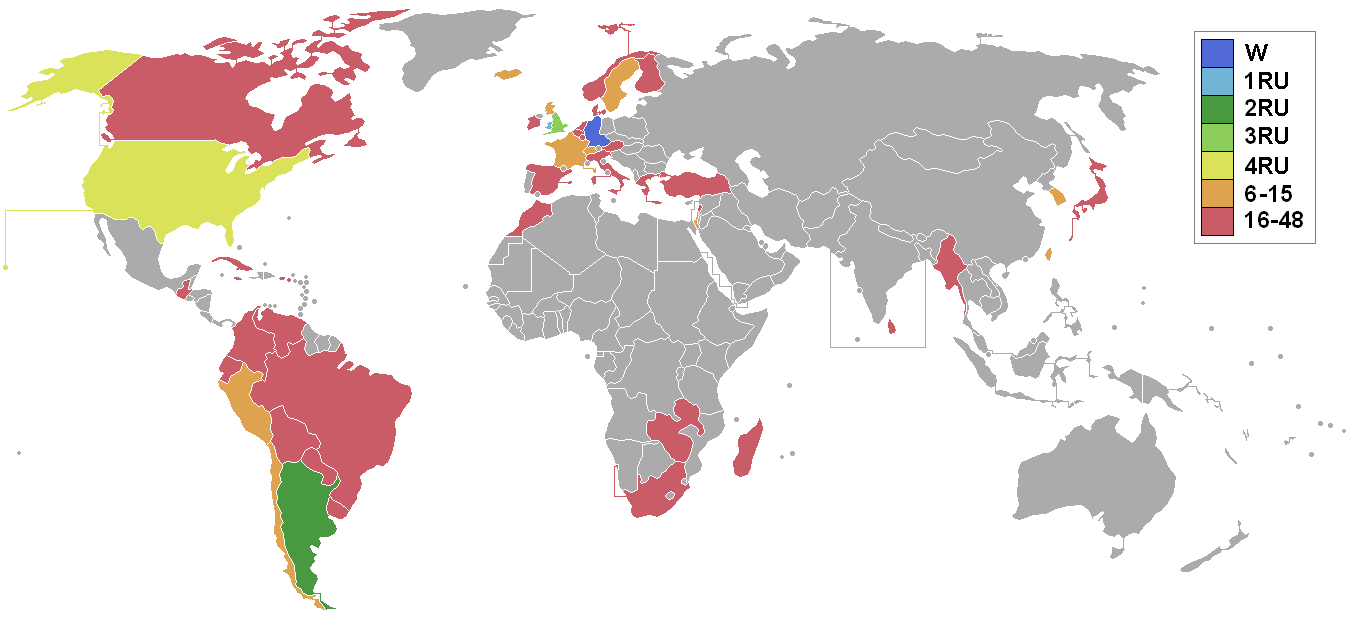
Các nước và vùng lãnh thổ tham gia Hoa hậu Hoàn vũ 1961 và kết quả.

### Thứ hạng
| Kết quả              | Thí sinh |
| -------------------- | --- |
| Hoa hậu Hoàn vũ 1961 | - Đức – Marlene Schmidt |
| Á hậu 1              | - Wales – Rosemarie Frankland † |
| Á hậu 2              | - Argentina – Adriana Gardiazábal |
| Á hậu 3              | - Anh – Arlette Dobson |
| Á hậu 4              | - Hoa Kỳ – Sharon Renee Brown |
| Top 15               | - Chile – María Gloria Silva - Pháp – Simone Darot - Iceland – Kristjana Magnúsdóttir - Israel – Atida Pisanti - Hàn Quốc – Seo Yang-hee - Peru – Carmela Stein Bedoya - Trung Hoa Dân Quốc – Uông Lệ Linh - Scotland – Susan Jones - Thụy Điển – Gunilla Knutsson - Thụy Sĩ – Liliane Burnier |

### Các giải thưởng đặc biệt
| Giải thưởng        | Thí sinh                       |
| ------------------ | ------------------------------ |
| Hoa hậu Thân thiện | - Hy Lạp – Eleftheria Deloutsi |
| Hoa hậu Ảnh        | - Hoa Kỳ – Sharon Renee Brown  |

## Hội đồng giám khảo
- Peter Demerault
- Troy Donahue
- Gustavo Guarca
- Raul Matyola
- Michel Papier
- Russell Patterson
- Earl Wilson
- Miyoko Yanagita

## Thí sinh tham gia

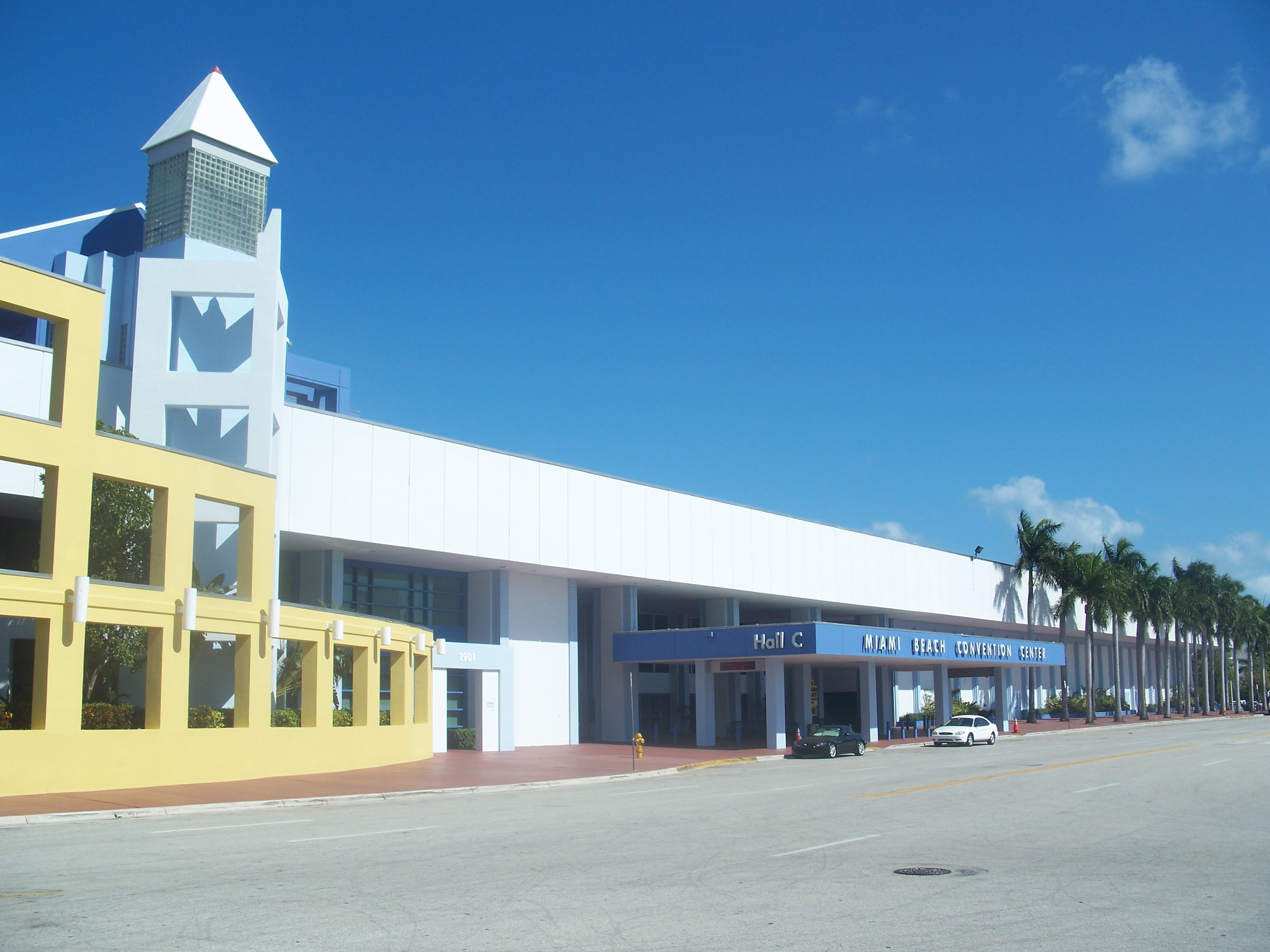
Nhà hát Thính phòng Miami Beach, địa điểm chính thức diễn ra cuộc thi Hoa hậu Hoàn vũ 1961.

Cuộc thi có tổng cộng 48 thí sinh tham gia:
| Quốc gia/Lãnh thổ     | Thí sinh                        |
| --------------------- | ------------------------------- |
| Argentina             | Adriana Gardiazábal             |
| Áo                    | Ingrid Bayer                    |
| Bỉ                    | Nicole Ksinozenicki             |
| Bolivia               | Gloria Soruco Suárez            |
| Brazil                | Staël Maria da Rocha Abelha     |
| Miến Điện             | Myint Myint Khin                |
| Canada                | Wilda Reynolds                  |
| Ceylon                | Ranjini Nilani Jayatilleke      |
| Chile                 | María Gloria Silva              |
| Colombia              | Patricia Whitman Owin           |
| Cuba                  | Martha García Vieta             |
| Đan Mạch              | Jyette Nielsen                  |
| Ecuador               | Yolanda Palacios Charvet        |
| Anh                   | Arlette Dobson                  |
| Phần Lan              | Ritva Tuulikki Wächter          |
| Pháp                  | Simone Darot                    |
| Đức                   | Marlene Schmidt                 |
| Hy Lạp                | Eleftheria Deloutsi             |
| Guatemala             | Anabelle Sáenz                  |
| Hà Lan                | Gita Kamman                     |
| Iceland               | Kristjana Magnúsdóttir          |
| Ireland               | Jean Russell                    |
| Israel                | Atida Pisanti                   |
| Ý                     | Vivianne Romano                 |
| Jamaica               | Margaret Lewars                 |
| Nhật Bản              | Akemi Toyama                    |
| Hàn Quốc              | Seo Yang-hee                    |
| Liban                 | Leila Antaki                    |
| Luxembourg            | Vicky Schoos                    |
| Madagascar            | Jacqueline Robertson            |
| Maroc                 | Irene Gorsse                    |
| Na Uy                 | Rigmor Trengereid               |
| Paraguay              | María Cristina Osnaghi Perreira |
| Peru                  | Carmela Stein Bedoya            |
| Puerto Rico           | Enid del Valle                  |
| Trung Hoa Dân Quốc    | Uông Lệ Linh                    |
| Rhodesia và Nyasaland | Jonee Sierra                    |
| Scotland              | Susan Jones                     |
| Nam Phi               | Marina Christelis               |
| Tây Ban Nha           | Pilar Gil Ramos                 |
| Thụy Điển             | Gunilla Knutsson                |
| Thụy Sĩ               | Liliane Burnier                 |
| Thổ Nhĩ Kỳ            | Gülseren Uysal                  |
| Uruguay               | Susanna Lausorog Ferrari        |
| Hoa Kỳ                | Sharon Renee Brown              |
| Venezuela             | Ana Griselda Vegas Albornoz     |
| Quần đảo Virgin (Mỹ)  | Priscila Bonilla                |
| Wales                 | Rosemarie Frankland †           |

## Chú ý

### Lần đầu tham gia
- Ireland
- Jamaica
- Madagascar
- Rhodesia và Nyasaland
- Trung Hoa Dân Quốc
- Scotland
- Quần đảo Virgin (Mỹ)
- Wales

### Trở lại
- Lần cuối tham gia vào năm 1957:
  -  Ceylon
  -  Puerto Rico
- Lần cuối tham gia vào năm 1959:
  -  Guatemala
  -  Thổ Nhĩ Kỳ

### Bỏ cuộc
- Costa Rica
- Hồng Kông
- Jordan
- New Zealand
- Bồ Đào Nha
- Suriname
- Tunisia